# Dlouhý, Široký a Bystrozraký

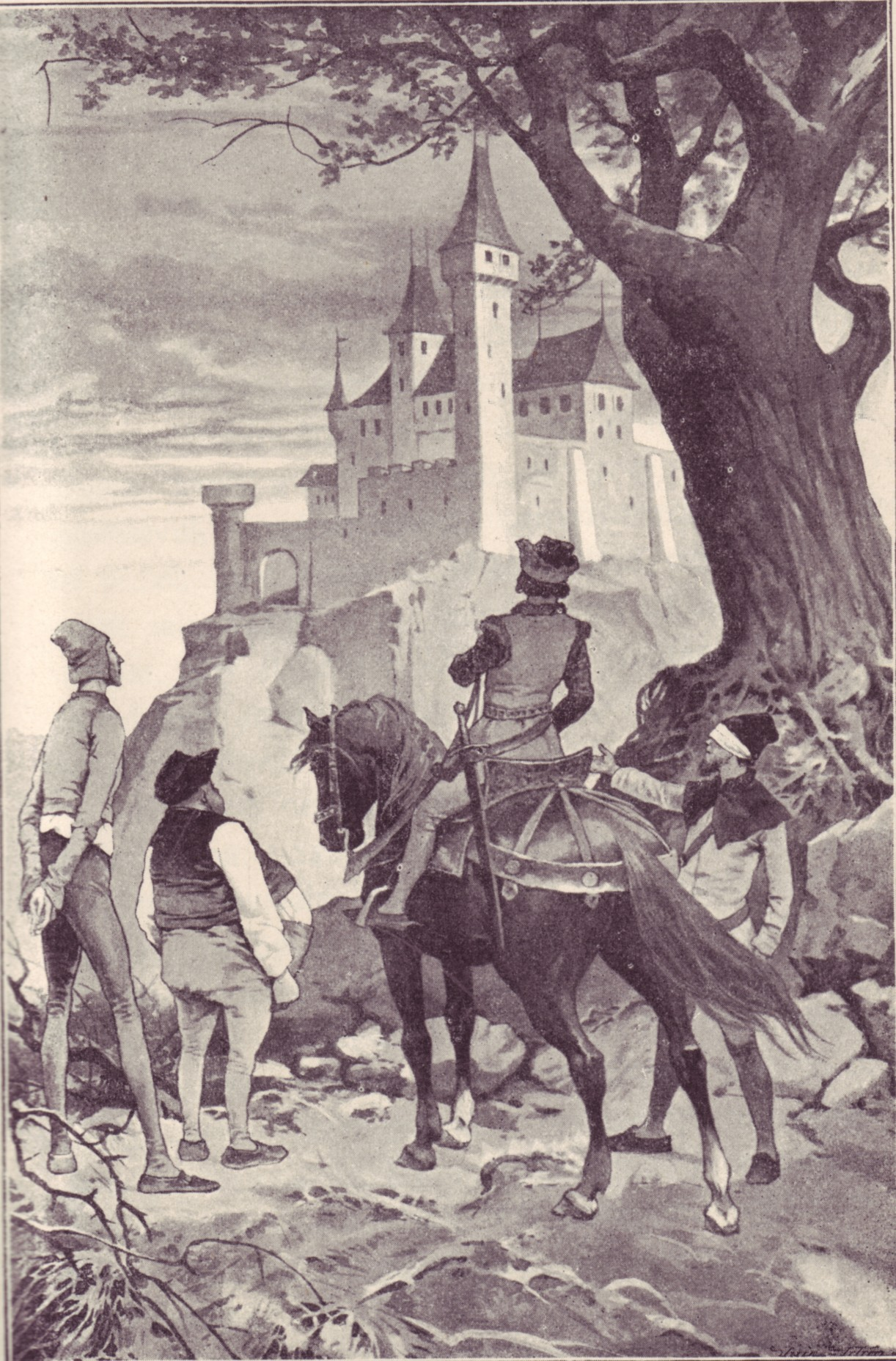
Ilustrace pohádky, Věnceslav Černý

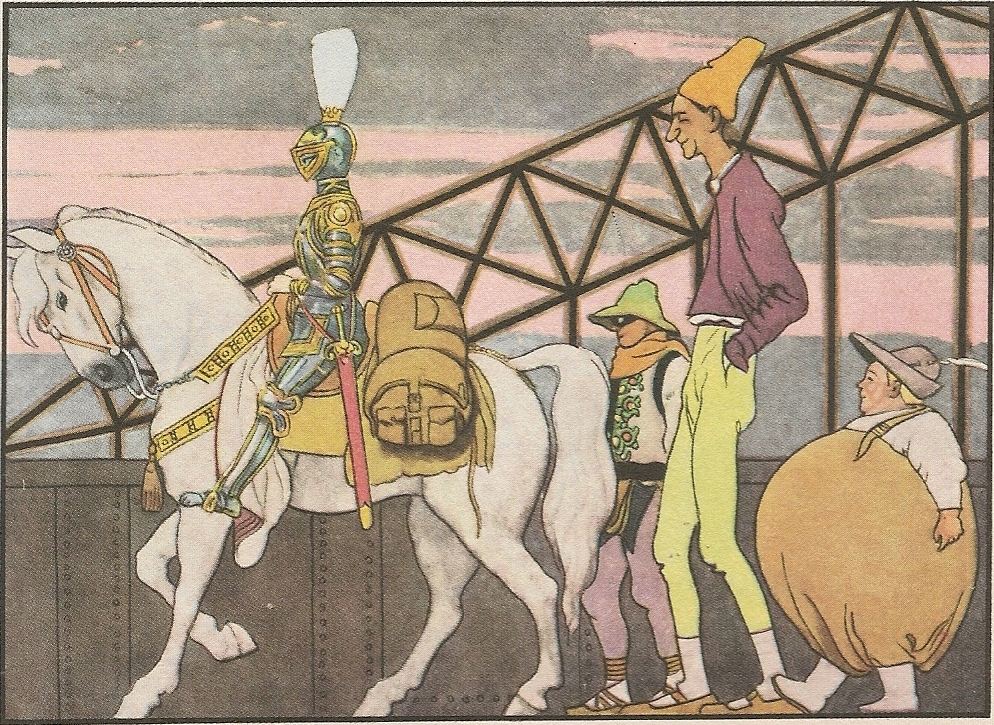
Princ s Bystrozrakým, Dlouhým a Širokým (Artuš Scheiner)

Dlouhý, Široký a Bystrozraký je pohádka českého spisovatele Karla Jaromíra Erbena, poprvé vydaná v almanachu Perly české roku 1855.

## Adaptace knihy

### Filmové adaptace
- Dlouhý, Široký a Bystrozraký – česká pohádka režiséra Miroslava Cikána z roku 1942.
- Dlouhý, Široký a Bystrozraký (TV film) - česká loutková pohádka režiséra Alexandra Zapletala z roku 1959.
- Dlhý, Široký, Bystrozraký – slovenská pohádka režiséra Ivana Petrovického z roku 1994.

### Zpracování knihou pouze inspirovaná
- Dlouhý, Široký a Krátkozraký – česká divadelní „pohádka, která u dětí propadla“ Smoljaka a Svěráka z roku 1974.
- Kozí příběh se sýrem – 2012